# Idyella pallidula
Idyella pallidula is een eenoogkreeftjessoort uit de familie van de Idyanthidae. De wetenschappelijke naam van de soort werd in 1905 voor het eerst geldig gepubliceerd door Georg Ossian Sars.